# Comuna Zraikî, Volodarka
Zraikî (în ucraineană Зрайки) este o comună în raionul Volodarka, regiunea Kiev, Ucraina, formată din satele Șevcenkove și Zraikî (reședința).

## Demografie
Componența lingvistică a comunei Zraikî
     Ucraineană (96,83%)
     Rusă (2,07%)
     Alte limbi (0,42%)
Conform recensământului din 2001, majoritatea populației comunei Zraikî era vorbitoare de ucraineană (96,83%), existând în minoritate și vorbitori de rusă (2,07%).